# NGC 1268
NGC 1268 est une galaxie spirale intermédiaire située dans la constellation de Persée. Elle a été découverte par l'astronome prussien Heinrich d'Arrest en 1863.

## Caractéristiques
Sa vitesse par rapport au fond diffus cosmologique est de 3 061 ± 11 km/s, ce qui correspond à une distance de Hubble de 45,2 ± 3,2 Mpc (∼147 millions d'al).
La classe de luminosité de NGC 1258 est II.

## Amas de Persée
NGC 1268 est une galaxie de l'amas de Persée.

## Supernova
La supernova SN 2008fg a été découverte dans NGC 1268 le 30 août 2008 par J. Leja, D. Winslow, W. Li et A. V. Filippenko dans le cadre du programme LOSS (Lick Observatory Supernova Search) de l'observatoire Lick. Cette supernova était de type Ia. 